# Sistema actor-director
El sistema actor-director fue un método de producción teatral de moda en el siglo XIX principalmente de Inglaterra y los Estados Unidos. En este sistema, un actor formaba una compañía de teatro, elegía las obras que quería producir, interpretaba los papeles principales y administraba el negocio del grupo teatral.
Los primeros actores-directores aparecieron en el siglo XVII y en el siglo XVIII gestores de este tipo como Colley Cibber y David Garrick ganaron importancia. El sistema produjo elevados estándares de interpretación, caracterizados por figuras del siglo XIX como William Macready, Henry Irving y Herbert Tree. Los actores-directores desaparecieron cuando fueron reemplazados por los directores de escena.
- Datos: Q6129708